# Bassin de Somalie
 (février 2023).
Si vous disposez d'ouvrages ou d'articles de référence ou si vous connaissez des sites web de qualité traitant du thème abordé ici, merci de compléter l'article en donnant les références utiles à sa vérifiabilité et en les liant à la section « Notes et références ».

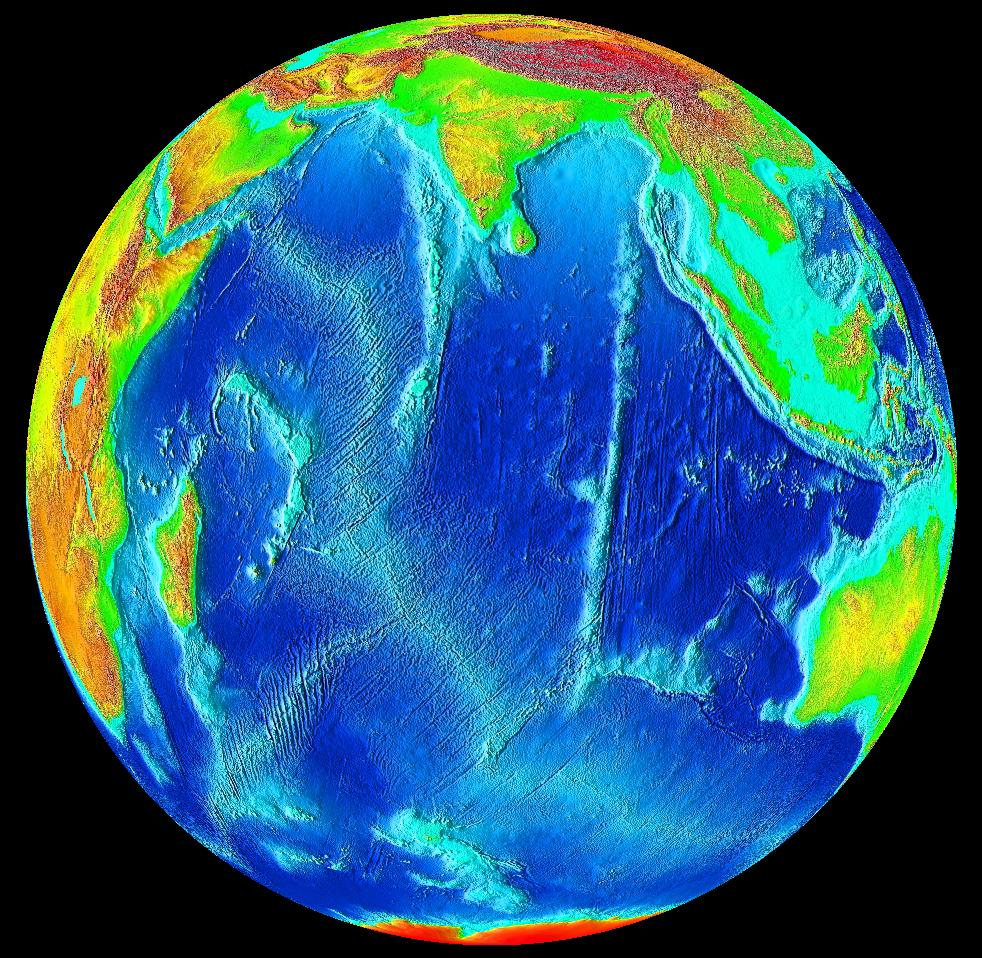
Carte bathymétrique de l'océan Indien montrant le bassin de Somalie à l'extrême ouest, au large de l'Afrique de l'Est.

Le bassin de Somalie est une dépression océanique de l'ouest de l'océan Indien constituée d'une plaine abyssale située à l'est de l'Afrique. Il tire son nom de la Somalie. Il est encadré par la dorsale de Carlsberg au nord-est, la dorsale centrale indienne à l'est, les Seychelles au sud-est, Madagascar et l'archipel des Comores au sud et les côtes de l'Afrique orientale à l'ouest.
Son relief est interrompu par quelques montagnes sous-marines dont certaines atteignent la surface pour former des îles comme celles du groupe d'Aldabra aux Seychelles.